# Yaroslav Gúsak
Yaroslav Yevguénevich Gúsak (en ruso: Ярослав Евгеньевич Гусак; Leópolis, URSS, 27 de abril de 1960) es un deportista soviético que compitió en tiro con arco, en la modalidad de arco recurvo. Ganó tres medallas en el Campeonato Europeo de Tiro con Arco en Sala, en los años 1985 y 1989.

## Palmarés internacional
| Campeonato Europeo en Sala | Campeonato Europeo en Sala | Campeonato Europeo en Sala | Campeonato Europeo en Sala |
| Año                        | Lugar                      | Medalla                    | Prueba                     |
| -------------------------- | -------------------------- | -------------------------- | -------------------------- |
| 1985                       | Odense (Dinamarca)         | Medalla de oro             | Equipo                     |
| 1989                       | Atenas (Grecia)            | Medalla de oro             | Equipo                     |
| 1989                       | Atenas (Grecia)            | Medalla de plata           | Individual                 |